# NHK
NHK, Nippon Hōsō Kyōkai (jap. 日本放送協会) (ang. Japan Broadcasting Corporation) – japoński publiczny nadawca radiowo-telewizyjny, założony w marcu 1925 jako Tokyo Broadcasting Station, natomiast 1 lipca 1950 pod obecną nazwą.
Japońskie NHK zaraz po brytyjskim BBC jest największym publicznym nadawcą telewizyjnym na świecie.
Stacja produkuje własne seriale telewizyjnych, zwanymi w Japonii dramami, o różnej tematyce. To NHK wyprodukowało pierwszy serial/dramę na świecie. Stacja tworzy również serie animowane, kreskówkowe oraz anime. Stacja często bierze udział przy produkcji filmów pełnometrażowych z japońskimi wytwórniani filmowymi.

## Historia
NHK zostało założone w marcu 1925 roku, kiedy to powstała stacja radiowa o nazwie Tokyo Broadcasting Station i nadano pierwszą audycję. W sierpniu 1926 radiowe stacje w Tokio, Osace oraz Nagoi połączyły się w Nippon Hōsō Kyōkai (jap. 日本放送協会), natomiast w listopadzie 1928 roku odbyła się pierwsza audycja, nadawana na terenie całej Japonii, a w czerwcu 1935 rozpoczęto nadawanie poza krajem.
1 lipca 1950 roku, na mocy ustawy nadawczej NHK zostało ponownie założone, a następnie w lutym 1953 roku rozpoczęto nadawanie stacji telewizyjnej NHK General TV (jap. NHK総合テレビション) (potocznie nazywanej NHK G). W styczniu 1959 nadano pierwszy program edukacyjny, natomiast we wrześniu 1960 NHK G rozpoczyna emitowanie kanału w kolorze. W 1964, przy okazji letnich igrzysk olimpijskich w Tokio NHK zostało pierwszym nadawcą na świecie, który emitował poprzez satelitę w kolorze.
W listopadzie 1985 nadawca uruchomił usługę teletekstu, natomiast w czerwcu 1989 rozpoczyna nadawanie z pełnowymiarowego satelity. W kwietniu 1995 roku NHK uruchomiło swój pierwszy kanał międzynarodowy, zaś 1 kwietnia 1998 został uruchomiony kanał NHK World-Japan, a w grudniu 2000 – cyfrowe kanały BS i 3 lata później rozpoczął nadawanie cyfrowe. W sierpniu 2016 rozpoczął testowe nadawanie w jakości 4K oraz 8K natomiast oficjalne uruchomienie nastąpiło 1 grudnia 2018.
Stacja, w grudniu 2019 roku, jako pierwsza na świecie wprowadziła i zaczęła nadawanie w formacie 8K.

## Galeria

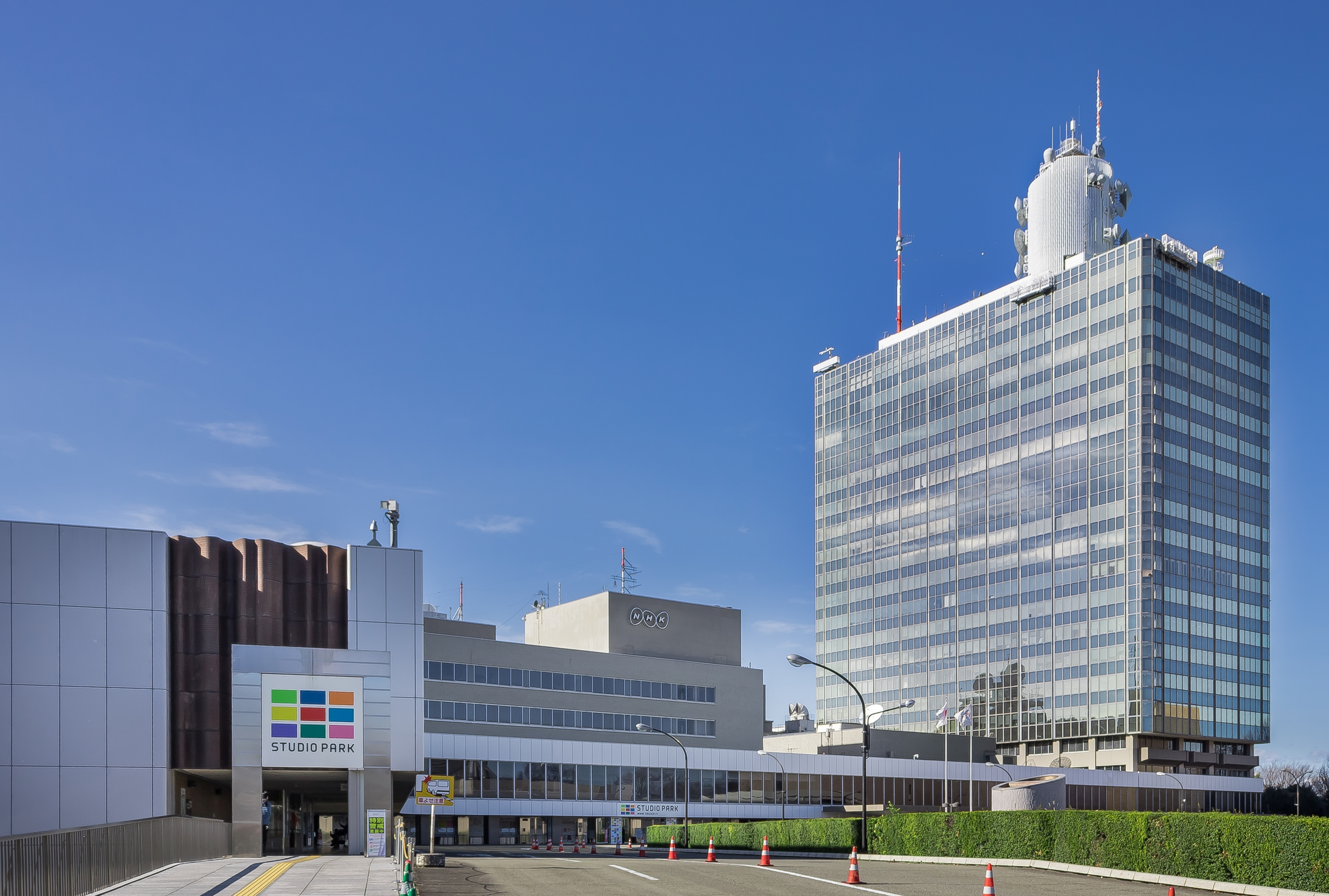
Główna siedziba w dzielnicy Shibuya w Tokio
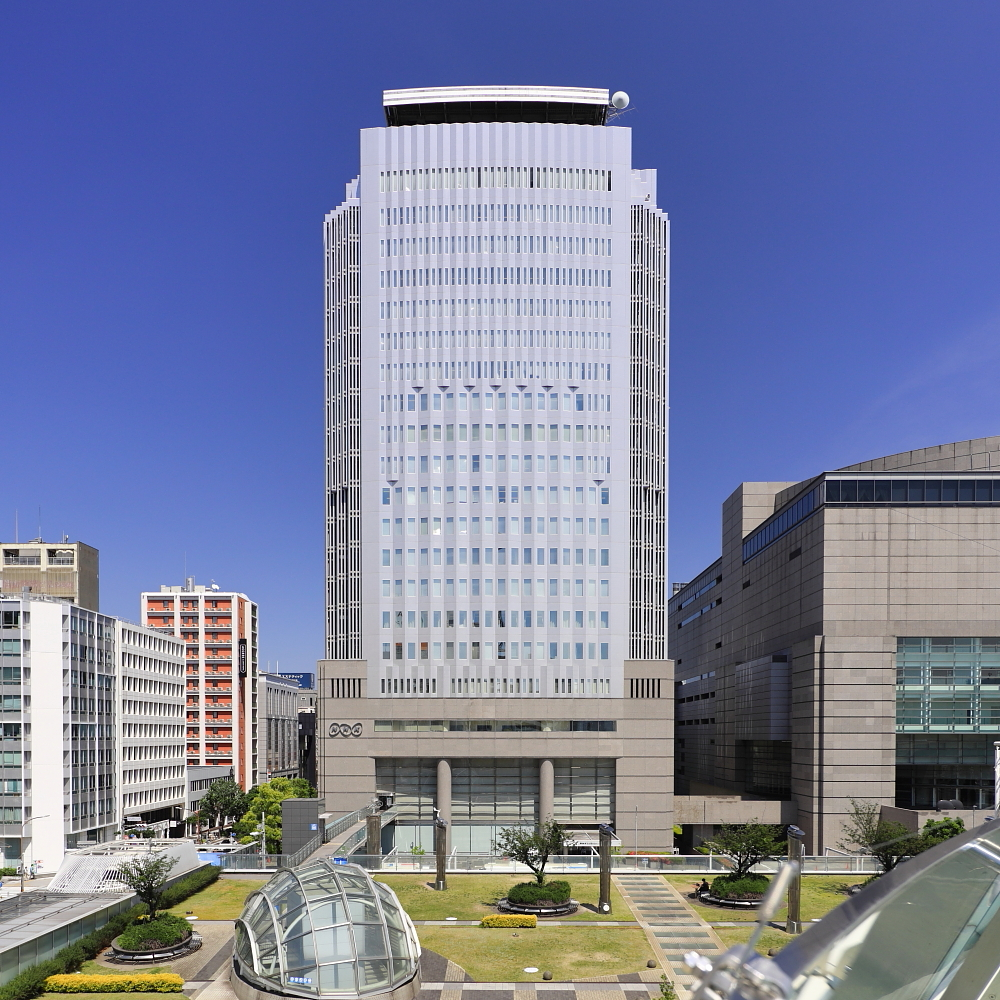
Oddział i budynek NHK w Nagoi
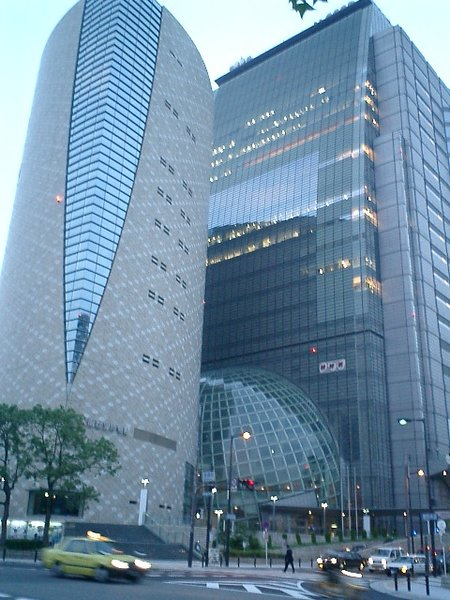
Oddział NHK w Osace